# Antonella Lualdi
Antonella Lualdi (Beirute, 6 de julho de 1931 – Roma, 10 de agosto de 2023) foi uma atriz e cantora italiana. Lualdi apareceu em muitos filmes italianos e franceses da década de 1950 e 1960,[carece de fontes?] nomeadamente no filme de Claude Autant-Lara, Le rouge et le noir, em 1954, ao lado de Gérard Philipe.
Depois de ter estrelado com ele em vários filmes, Lualdi casou-se com o ator italiano Franco Interlenghi, em 1955; o casal teve duas filhas, Stella e Antonellina.

## Morte
Lualdi morreu no dia 10 de agosto de 2023, aos 92 anos, Roma, Itália.